# نهر ميل

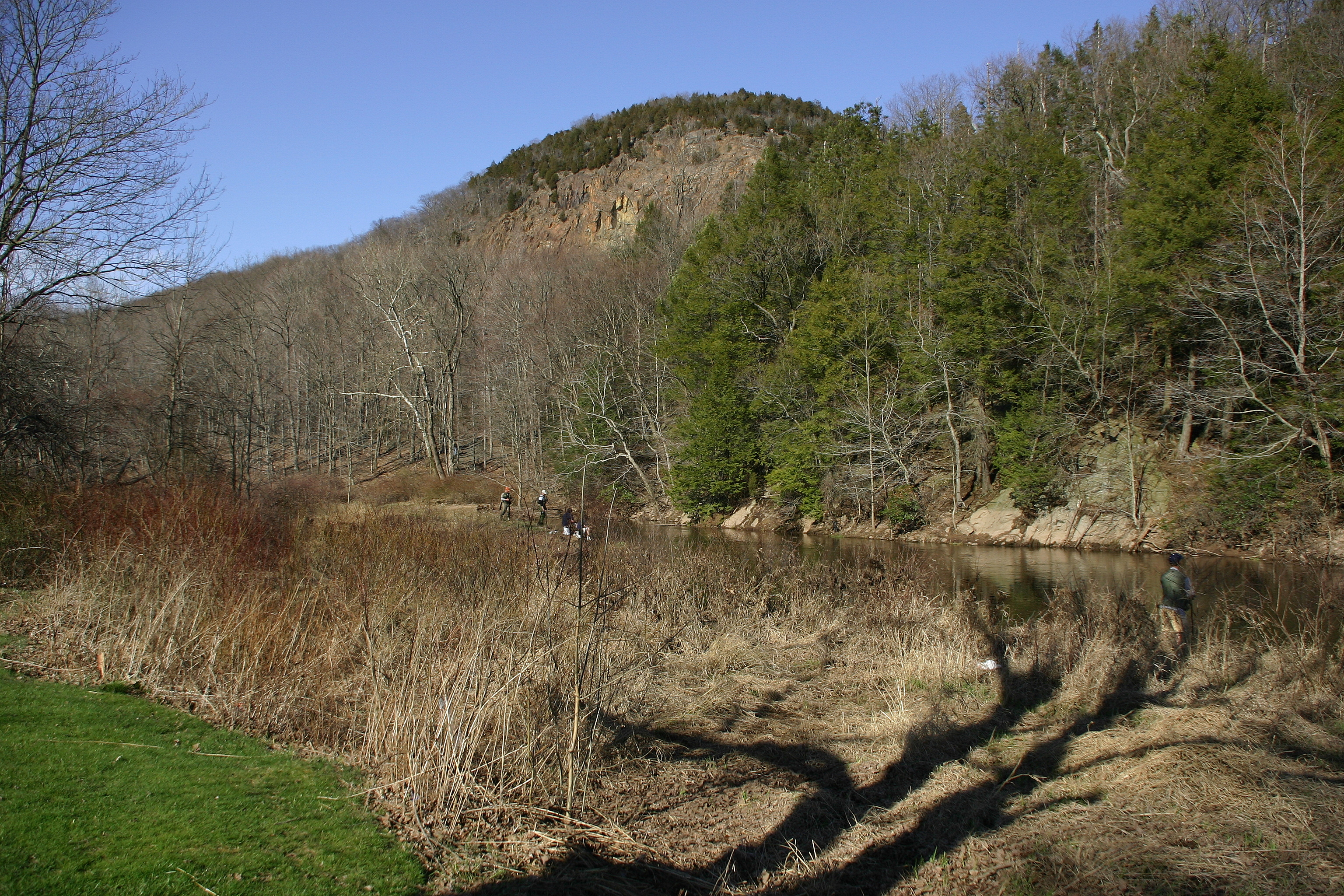
نهر ميل ومناطق هامدن وكونيتيكت. والجبل العملاق في الخلفية.

نهر الميل (بالإنجليزية: Mill River) هو نهر يقع في مقاطعة نيو هافن بولاية كونيتيكت الأمريكية.

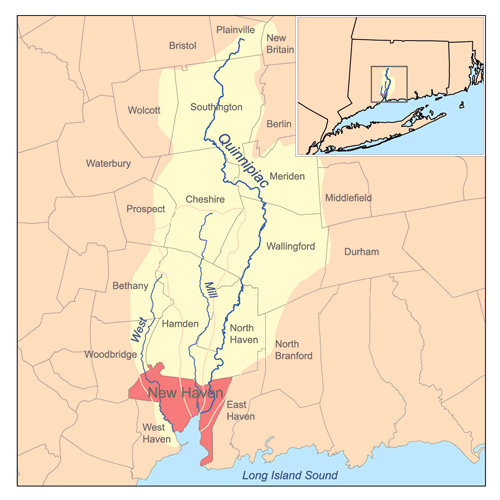
خريطة توضح نهر ميل والأنهار الأخرى التي تعبر إلى ميناء نيو هافن، مع مستجمعات المياه الخاصة بها مجتمعة.

## تاريخ
بنيت مطحنة لطحن الذرة على فورد كوينبياك بالقرب من إيست روك في عام 1642. بحلول عام 1780 كان هناك ثمانية طواحين. مع مرور الوقت، وفر النهر الطاقة لمصنع أسلحة إيلي ويتني، الذي أصبح الآن متحف إيلي ويتني. ينضم إلى نهر كوينيبياك عند مصب ميناء نيو هافن الذي يفتح على لونج آيلاند ساوند.

## مستجمعات المياه والمسار
يبدأ النهر في بلدة شيشاير، ويتدفق عبر هامدن ونيو هافن، ويصب في ميناء نيو هافن في لونغ آيلاند ساوند. طول النهر 17.4 ميل (28.0 كـم). وقد إنشاء سد على النهر في جنوب هامدن لتشكيل بحيرة ويتني، والتي يتم تشغيلها كخزان من قبل هيئة المياه الإقليمية لجنوب وسط ولاية كونيتيكت.
يمر نهر ميل عبر الجبل العملاق في شمال هامدن و حديقة ايست روك أسفل بحيرة ويتني في هامدن. هذه من بين مجاري النهر التي لا تزال غير مطورة وهي مواقع شهيرة لصيد الأسماك وممارسة المشي لمسافات طويلة.
حافظت هيئة المسح الجيولوجي الأمريكية على مقياس (01196620) بالقرب من الجبل العملاق على مدار الـ 41 عامًا الماضية لمراقبة التدفق باستمرار. بيانات الوقت الحقيقي متوفرة هنا. بوجد مسار قيد التطوير يتبع مجرى النهر، خاصة في مدينة نيو هافن.
الجزء السفلي من النهر هو نظام مد وجزر جديد بسبب وجود بوابات المد والجزر التي تمنع التدفق بشكل دوري بالقرب من شارع الولاية في نيو هافن. هذا الجزء من النهر هو موضوع بحث لتحديد كيفية دوران الرواسب والمعادن والمواد الأخرى عبر المصب.

## علم البيئة والحفاظ عليها
في عام 2018، تم تطوير خطة لحفظ وحماية المستجمعات المائية لنهر ميل من خلال التعاون بين منظمة حفظ صوت الطبيعة وقسم كونيتيكت للطاقة وحماية البيئة.
تتم إدارة النهر ومستجمعات المياه فيه من قبل مجموعة متطوعين من جمعية مستجمعات المياه في نهر ميل .

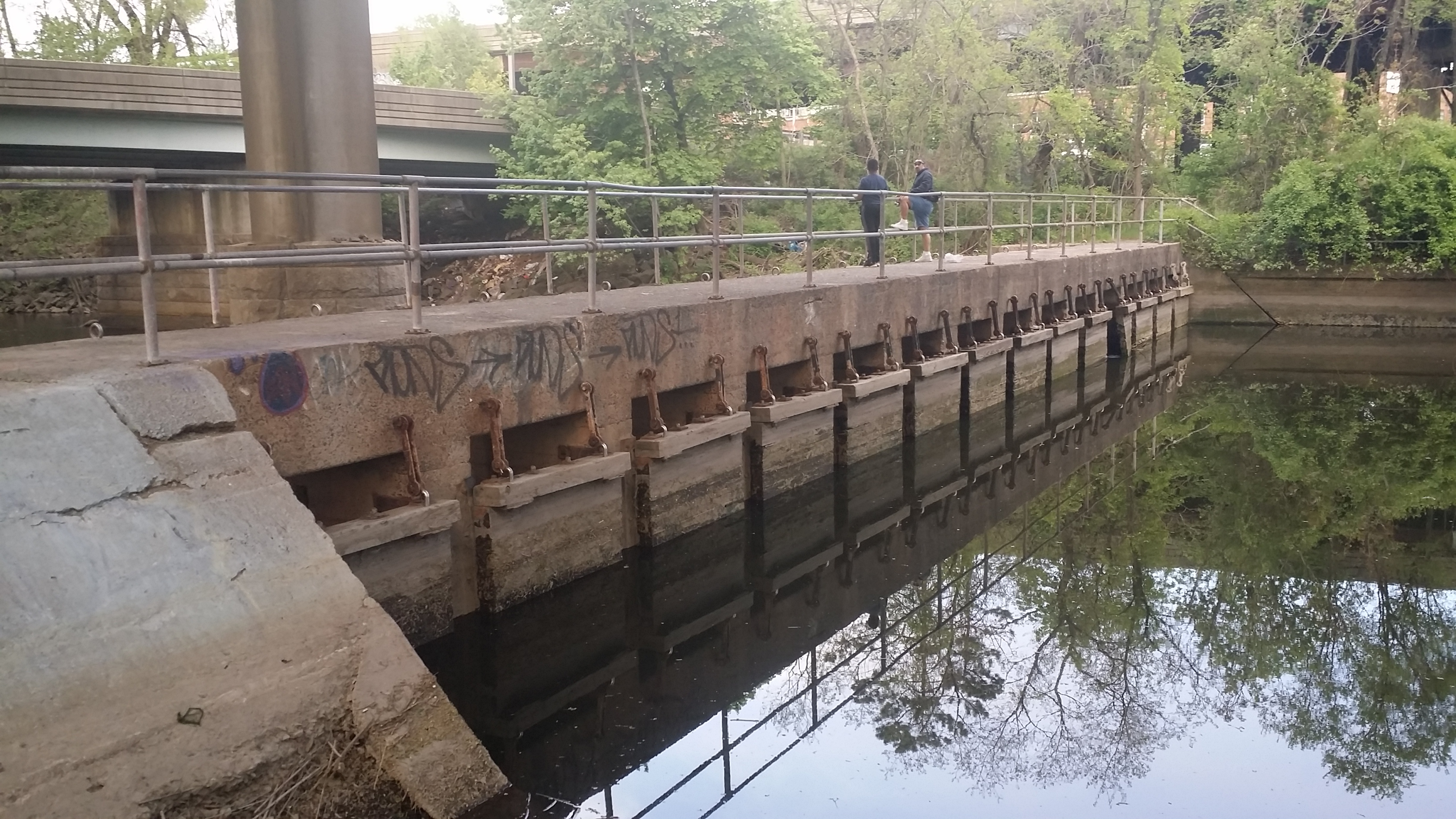
بوابات المد والجزر في نهر ميل بالقرب من نيو هافن، عند المد والجزر.

في شهر يوليو 2020، انسكب 2.1 مليون جالون من مياه الصرف الصحي الخام في نهر ميل عندما انكسر أنبوب الصرف الصحي المتآكل. وفي غضون أسبوع، تم استبدال الأنبوب المكسور وأعلن مسؤولو المدينة أن عينات المياه من النهر أظهرت مستويات آمنة من البكتيريا.